# Претарока
Претарока (порт. Pretarouca)  —  район (фрегезия) в Португалии,  входит в округ Визеу. Является составной частью муниципалитета  Ламегу. По старому административному делению входил в провинцию Траз-уж-Монтиш и Алту-Дору. Входит в экономико-статистический  субрегион Доуру, который входит в Северный регион. Население составляет 103 человека на 2001 год. Занимает площадь 4,65 км².